# Superšéf: 24 hodin do pekla a zpět
Superšéf: 24 hodin do pekla a zpět, zkráceně Superšéf, je pořad televize Prima, premiéru měl 7. února 2020. Průvodcem pořadu je Zdeněk Pohlreich, který v každém dílu dostal na starost jednu restauraci, kterou musí se svým týmem během 24 hodin vyvést ze svízelné situace. Informace o prostředí získá nejdříve v utajení a následně se pustí do její kompletní obnovy včetně kuchyně, interiéru nebo myšlení restauratérů. Kuchaře učí ve speciální pojízdné kuchyni. První řada seriálu měla 4 díly.

## Název pořadu
Název pořadu není jednotný. Bývá uváděn pod několika názvy:
- Superšéf – zkrácený název pořadu
- Superšéf 24 hodin do pekla a zpět – televizní program
- Superšéf: 24 hodin do pekla a zpět – stránky pořadu na iPrima.cz
- Superšéf - 24 hodin do pekla a zpět – články na iPrima.cz (jedna z variant)
- Superšéf – 24 hodin do pekla a zpět – články na iPrima.cz (jedna z variant)
- Superšéf 24 hod do pekla a zpět – logo pořadu

## Seznam dílů
| Č. v seriálu | Restaurace                       | Město   | Režie      | Datum premiéry |
| ------------ | -------------------------------- | ------- | ---------- | -------------- |
| 1            | Ristorante Nautico               | Most    | Jiří Mádle | 7. února 2020  |
| 2            | Hostinec U Václava               | Chrudim | Jiří Mádle | 14. února 2020 |
| 3            | Restaurace U Filipa              | Svitavy | Jiří Mádle | 21. února 2020 |
| 4            | Pizzeria & Restaurant Mikulášská | Plzeň   | Jiří Mádle | 28. února 2020 |